# Pakabsidia testaceitincta
Pakabsidia testaceitincta es una especie de coleóptero de la familia Cantharidae.

## Distribución geográfica
Habita en Afganistán.